# Oruç Reis (Schiff, 2017)
Oruç Reis (auch MTA Oruç Reis) ist ein türkisches Forschungsschiff. Es wird betrieben vom staatlichen türkischen Direktorat für Forschung und Rohstoffe (Maden Tetkik ve Arama Genel Müdürlüğü, MTA).

## Geschichte
Das Schiff wurde als Projekt SRV87 (die Buchstaben SRV stehen für „Seismic Research Vessel“, die Zahl bezieht sich auf die Schiffslänge) vom Unternehmen SEFT Design & Engineering in Pendik, Istanbul, entworfen und unter der Baunummer NB 31 auf der Werft Istanbul Denizcilik Gemi Insa San. ve Tic. in Tuzla, Istanbul, gebaut. Die Kiellegung fand am 17. Juni 2013, der Stapellauf am 28. März 2015 statt; die Fertigstellung erfolgte am 15. März 2017.
Es wurde 2017 als zweites Ressourcen-Explorationsschiff der Türkei in Betrieb genommen, nachdem zuvor 2013 das erste seismische Schiff der Türkei mit dem Namen Barbaros Hayrettin Pasa von einem norwegischen Eigner übernommen worden war und kam als MTA Turkuaz in Fahrt. Benannt ist das Schiff nach dem osmanischen Korsaren Oruç Reis.
Das Schiff ist Teil des im Sommer 2020 der Weltöffentlichkeit bekanntgewordenen Ressourcenkonflikts im Mittelmeer zwischen der Türkei, Griechenland, der EU und weiteren Anrainern.

## Beschreibung
Das Schiff wird dieselelektrisch durch zwei Propellergondeln mit jeweils 2400 kW Leistung angetrieben. Für die Stromerzeugung stehen vier von ABC-Dieselmotoren des Typs 12VDZC1000166A angetriebene Cummins-Generatoren des Typs DSG 114 M2-6W zur Verfügung. Die Leistung der Dieselmotoren beträgt jeweils 2520 kW.
Es verfügt über hydrographische, geologische, geophysikalische und ozeanographische Messinstrumente zur Exploration von Öl- und Gasvorkommen im Meeresboden. Die an Bord befindlichen Anlagen ermöglichen Explorationen bis zu Wassertiefen von 15 km. Das Schiff kann bis zu 35 Tage auf See bleiben. An Bord ist Platz für 55 Personen, die in 15 Einzel- und 20 Doppelkabinen untergebracht werden können. Die Besatzungsstärke beträgt 20 Personen. Heimathafen ist Istanbul.